# مانوئل شونک
مانوئل شونک (انگلیسی: Manuel Schwenk؛ زادهٔ ۷ مارس ۱۹۹۲) بازیکن فوتبال اهل آلمان است.
از باشگاه‌هایی که در آن بازی کرده‌است می‌توان به باشگاه فوتبال هولشتاین کیل، باشگاه فوتبال اشتوتگارت، باشگاه فوتبال آینتراخت برانشوایگ، و باشگاه فوتبال هایدنهایم اشاره کرد.
وی همچنین در تیم‌های ملی فوتبال Germany national under-16 football team، جوانان آلمان، و جوانان آلمان بازی کرده‌است.